# Milan Havlíček
Milan Havlíček, vlastním jménem Maxmilian Havlíček, (1. března 1873 Kolín – 2. prosince 1917 Mostar) byl český akademický sochař.

## Život
Milan Havlíček se narodil 1. března 1873 v Kolíně do rodiny ředitele tamního lihovaru Josefa Havlíčka, pokřtěn byl jmény Maxmilian František Antonín. Od roku 1887 pracoval v dílně Bohuslava Schnircha a zároveň se u něj učil. Dále studoval Uměleckoprůmyslovou školu v Praze a v letech 1889–1892 navštěvoval školu profesora Maxmiliána Pirnera na pražské malířské akademii. Následně podnikl studijní cesty do Itálie a německého Mnichova. Svůj atelier měl v Praze na Vinohradech, ale později tvořil především v Chýnově u Tábora, kde spolupracoval s Františkem Bílkem. Modeloval dekorativní nádoby, vázy s postavami nymf, víl a mnohé další. V letech 1900–1913 byl členem Spolku výtvarných umělců Mánes. V roce 1906 vytvořil sousoší "Tragedie" a "Komedie" na pylonech Městského divadla na pražských Vinohradech. V následujícím roce se podílel na figurální a ornamentální výzdobě Občanské záložny a měšťanské školy v Poděbradech. Zároveň obdržel první cenu za skizzu sochy hraběte Jindřicha Clama-Martinice, která byla odlita pro Pantheon pražského Národního muzea a druhou cenu obdržel za skizzu sochy hraběte Kašpara ze Šternberka. V roce 1907 se Milan Havlíček oženil s Františkou Schnirchovou, neteří sochaře Bohuslava Schnircha.
Na počátku měsíce prosince roku 1917 zemřel ve vojenské nemocnici v Mostaru.